# Lester Sumrall
Lester Sumrall (15 de febrero de 1913 – 28 de abril de 1996) fue un ministro estadounidense fundador de la cadena de radio y televisión LeSEA.

## Biografía
Lester Sumrall era hijo de Betty y George Sumrall y nació en Nueva Orleans el 15 de febrero de 1913. En 1930, fue curado de tuberculosis, siendo  en ese momento cuando sintió la llamada de Dios para convertirse en predicador. Llegó a ser ministro en 1932.
El 30 de septiembre de 1944, se casa con Louise Layman, y así nace su primer hijo, Frank Lester, el 31 de diciembre de 1946. El 27 de junio de 1950 nace su segundo hijo, Phillip Stephen, y el 17 de octubre de 1953 nace un tercero, Peter Andrew.
En 1957, establece la Asociación Evangelística Lester Sumrall (LeSEA). En 1968, nace la emisora radial cabecera de LeSEA Broadcasting, WHME Harvest 103.1 FM. Dr. Lester Sumrall es el "padre" de la televisión cristiana. Consiguió la primera licencia para emitir una emisora de televisión religiosa las 24 horas del día y lanzó WHMB en Noblesville, Indiana en el año 1973. 
El 28 de abril de 1996, Lester Sumrall fallecía a la edad de 83 años.